# Гидравлический затвор

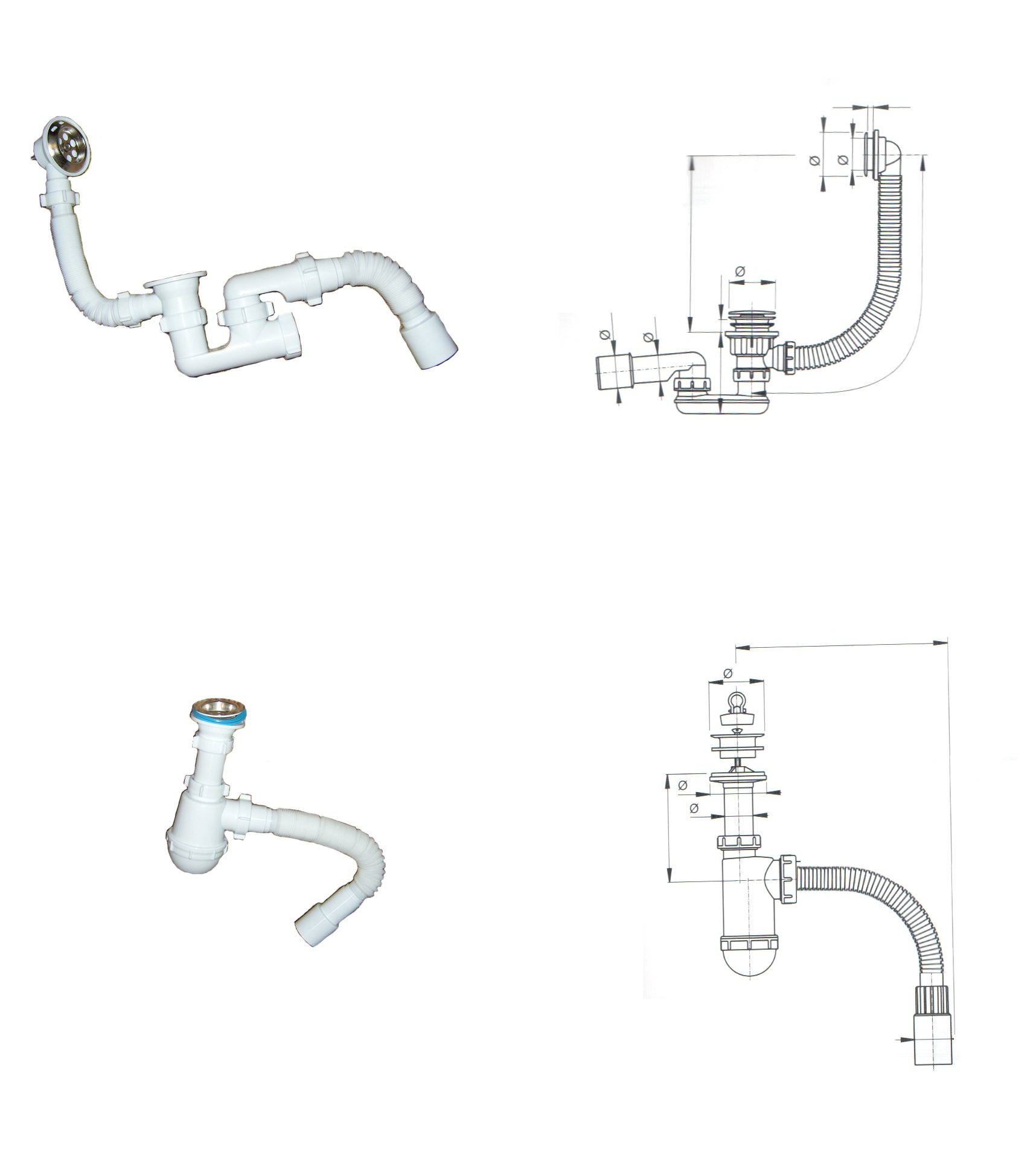
Внешний вид гидрозатворов (сифонов) для ванны и раковины (мойки)

Гидравли́ческий затво́р (гидрозатвор, водяной затвор) — гидравлическое устройство, препятствующее обратному течению газов в трубопроводах и других технических устройствах, основанное на принципе сообщающихся сосудов.
Широко применяется в сифонах сантехнических приборов бытового и специального назначения. Является обязательным устройством, которым должны быть оборудованы все без исключения приёмники сточных вод, установленные на канализационной сети.

## Санитарная техника

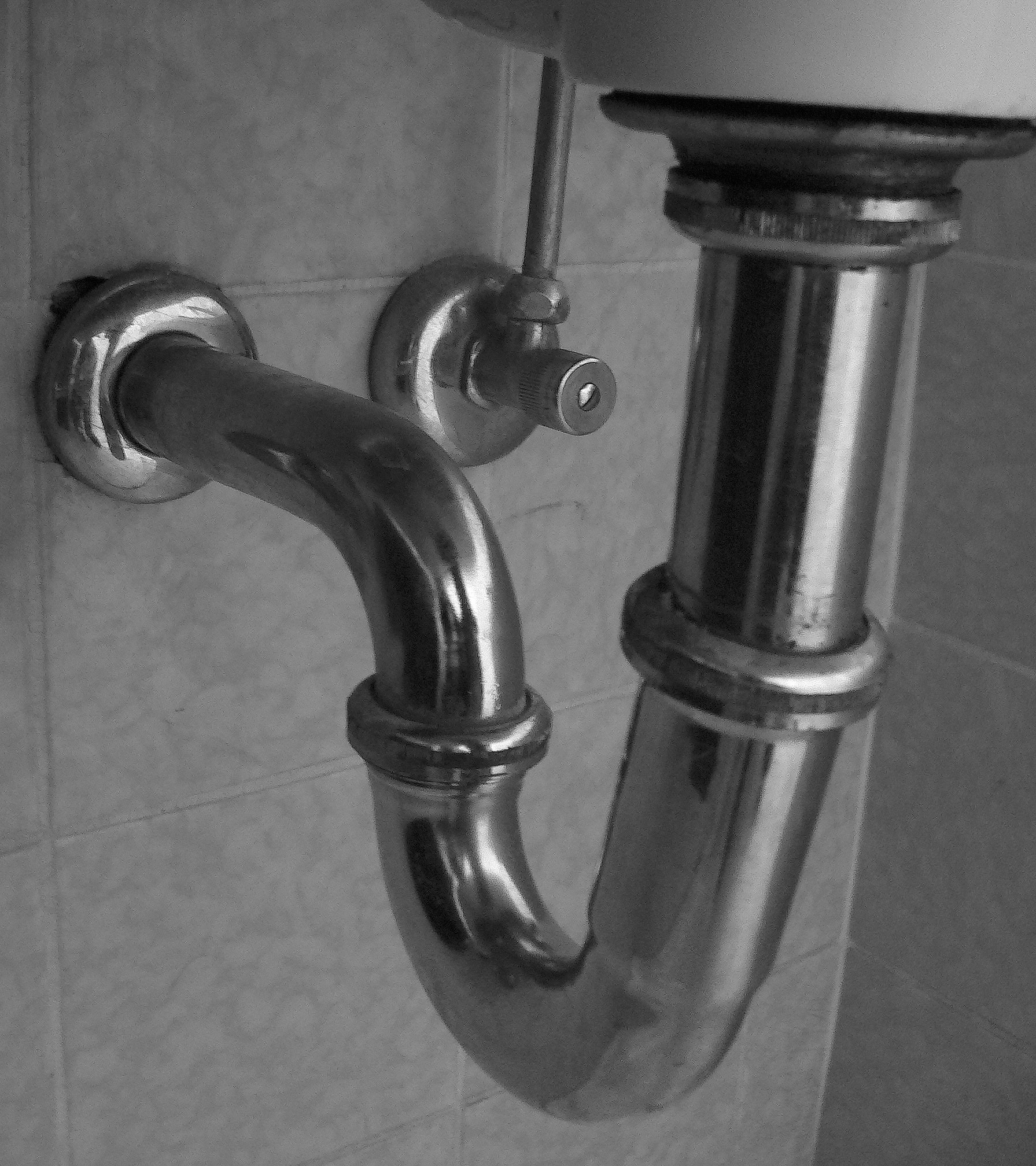
U-образный гидравлический затвор

Образующийся в канализационной сети канализационный газ может быть не только зловонным, но и токсичным или взрывоопасным. При отсутствии гидрозатвора газ может поступать в помещение, где находятся люди. Некоторые приёмники сточных вод (трапы, унитазы, некоторые виды писсуаров и умывальников) имеют встроенный гидрозатвор и не требуют отдельного приставного гидрозатвора.

### Принцип работы

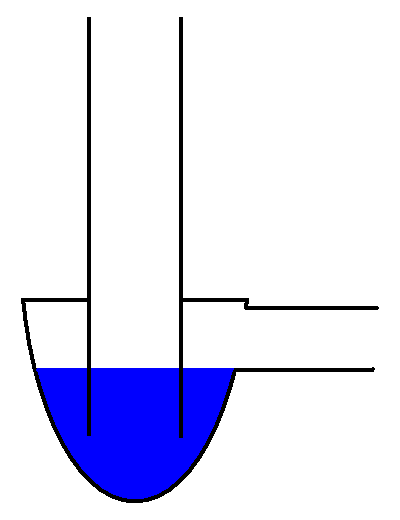
Чашеобразный гидрозатвор

Гидрозатвор представляет собой изогнутую трубу или другую конструкцию, в которой удерживается вода, препятствующая проникновению газов из канализационной сети в помещение, и которая обеспечивает прохождение сточных вод. Гидрозатвор имеет обычно вертикальный вход и горизонтальный или наклонный выход.
Если давление воздушной среды в той части канализационного стояка, где подключено данное сантехническое оборудование, становится ниже атмосферного давления, часть жидкости из гидрозатвора выплёскивается в стояк и происходит понижение её уровня в гидрозатворе, а при достаточно большой разности давлений может произойти так называемый срыв гидрозатвора. Срыв гидрозатвора может произойти и в обратную сторону, если давление воздушной среды в стояке больше атмосферного.
Устойчивость гидравлического затвора обеспечивается правильной работой всех частей канализационного стояка. Так, при засоре или промерзании верхней части стояка в нём может создаваться зона значительного разрежения, а при засоре нижней части — зона избыточного давления.

### Материалы изготовления
Сифоны могут быть сделаны из разных материалов, каждый из которых имеет свои положительные и отрицательные стороны.
1. Пластиковые сифоны пользуются большой популярностью благодаря низкой стоимости и хорошим эксплуатационным характеристикам. Имеют малый вес при достаточной прочности, невосприимчивы к воздействиям при прочистке химическими средствами, просты в установке, причём вне зависимости от места монтажа. Помимо прочего, пластик противостоит образованию известкового налёта.
2. Сифоны из цветных металлов (бронза/медь) требуют ухода, чтобы содержать их в презентабельном виде. Однако, при наличии в помещении какого-то определённого дизайна, общее стилистическое решение может потребовать установки именно таких сифонов.
3. Латунные сифоны с хромированным покрытием, несмотря на высокую стоимость, хорошо гармонируют с другими элементами интерьера, например с сушилкой. Однако такие сифоны также требуют должного ухода, тогда как их эксплуатационные характеристики оставляют желать лучшего. Например, сифоны из латуни обладают повышенной хрупкостью.
4. Чугунные сифоны, покрытые изнутри силиконовой эмалью, обладают высокой прочностью и износостойкостью при высоком напоре воды.

## Другие применения
Гидрозатвор, например в виде разделённого на две части колодца или трубы, устанавливается в системах наружной канализации в местах выпуска сточных вод из резервуаров для хранения горючего или из цехов производственных зданий, сточные воды которых содержат взрывоопасные или горючие примеси, а также на транзитных участках канализационной линии через каждые 300—500 метров.
При газовой сварке гидрозатвор препятствует проникновению взрывной волны из сварочной горелки в ацетиленовый генератор («обратный удар»). Гидрозатвор в качестве предохранительного устройства применяется иногда в паросиловом хозяйстве и газохранилищах.